# NBCUniversal Syndication Studios
NBCUniversal Syndication Studios, antes conocida como NBCUniversal Television Distribution, es la rama de distribución y producción de televisión de la división NBCUniversal Television and Streaming de NBCUniversal, propiedad de Comcast, en los Estados Unidos. Sus predecesores son NBC Enterprises, Universal Domestic Television, Universal Television Distribution, MCA TV, Multimedia Entertainment (incluyendo Avco Program Sales), PolyGram Television, Studios USA Television Distribution y Sky Vision.

## Historia

Logotipo usado desde el 1 de febrero de 2011 hasta el 26 de febrero de 2021

Distribuye las series de televisión de los canales pertenecientes a NBCUniversal como USA Network, Bravo, Telemundo, NBC Universo, E!. Además, la empresa distribuye series de televisión producidas por NBC (después de 1973), Universal Television, Multimedia Entertainment, Studios USA, Revue Studios, PolyGram Television, Universal Media Studios y G4 Media, LLC. La división distribuye las bibliotecas de películas de Universal Pictures, la biblioteca de Paramount Pictures de 1929-49 (propiedad de EMKA, Ltd.), todas las películas de PolyGram Filmed Entertainment de 1996-99 (así como PolyGram Visual Programming), USA Films, StudioCanal, Focus Features, Universal Animation Studios y DreamWorks Animation.
El nombre se cambió para reflejar la marca NBCUniversal entre el 13 de septiembre de 2004 y el 31 de enero de 2011. NUTD se considera el tercer brazo de sindicación de transmisión de NBC, siendo NBC Enterprises el segundo y NBC Films (ahora parte de CBS Television Distribution) como el primero, que data de la primavera de 1953. NUTD también se considera el sexto brazo de sindicación de transmisión de Universal Television con MCA TV como el primero, Universal Television Enterprises como el segundo, Studios USA Television Distribution como el tercero, Universal Domestic Television como el cuarto, y Universal Television Distribution como el quinto.
En 1956, NBC comenzó una filial, California National Productions (CNP), para comercialización, sindicación y producción en escenarios de ópera. California National comenzó a producir servicios silenciosos ese año. Para 1957, NBC planeaba eliminar el departamento de ópera del CNP y Earl Rettig fue nombrado presidente. CNP también estaba discutiendo con MGM-TV sobre el manejo de la distribución de sindicación para la serie de este último.
En 2001, NBC Enterprises llegó a un acuerdo con Hearst-Argyle Television Productions para tratar su alianza de programación para producir series distribuidas de primera emisión.
En 2014, Hulu Plus llegó a un acuerdo con la compañía para permitir el streaming de programas de televisión de las series de NBCUniversal emitidas el año anterior.